# سبه (فیلم)
سبه (به انگلیسی: Sebbe) یک فیلم سینمایی سوئدی محصول سال ۲۰۱۰ به نویسندگی و کارگردانی بابک نجفی است.
این فیلم در چهل و یکمین دوره جوایز گلدباگ ، برنده جایزه گلدباگ برای بهترین فیلم شد .

## خلاصه داستان
سبه ۱۵ ساله است و به همراه مادرش در آپارتمانی که بسیار کوچک زندگی می کند. سبه همیشه تمام تلاش خود را انجام می دهد و هرگز عقب نمی‌ماند. اما وقتی مادر شکست بخورد ، همه چیز شکست می خورد.